# St. Pantaleon (Reuth am Wald)

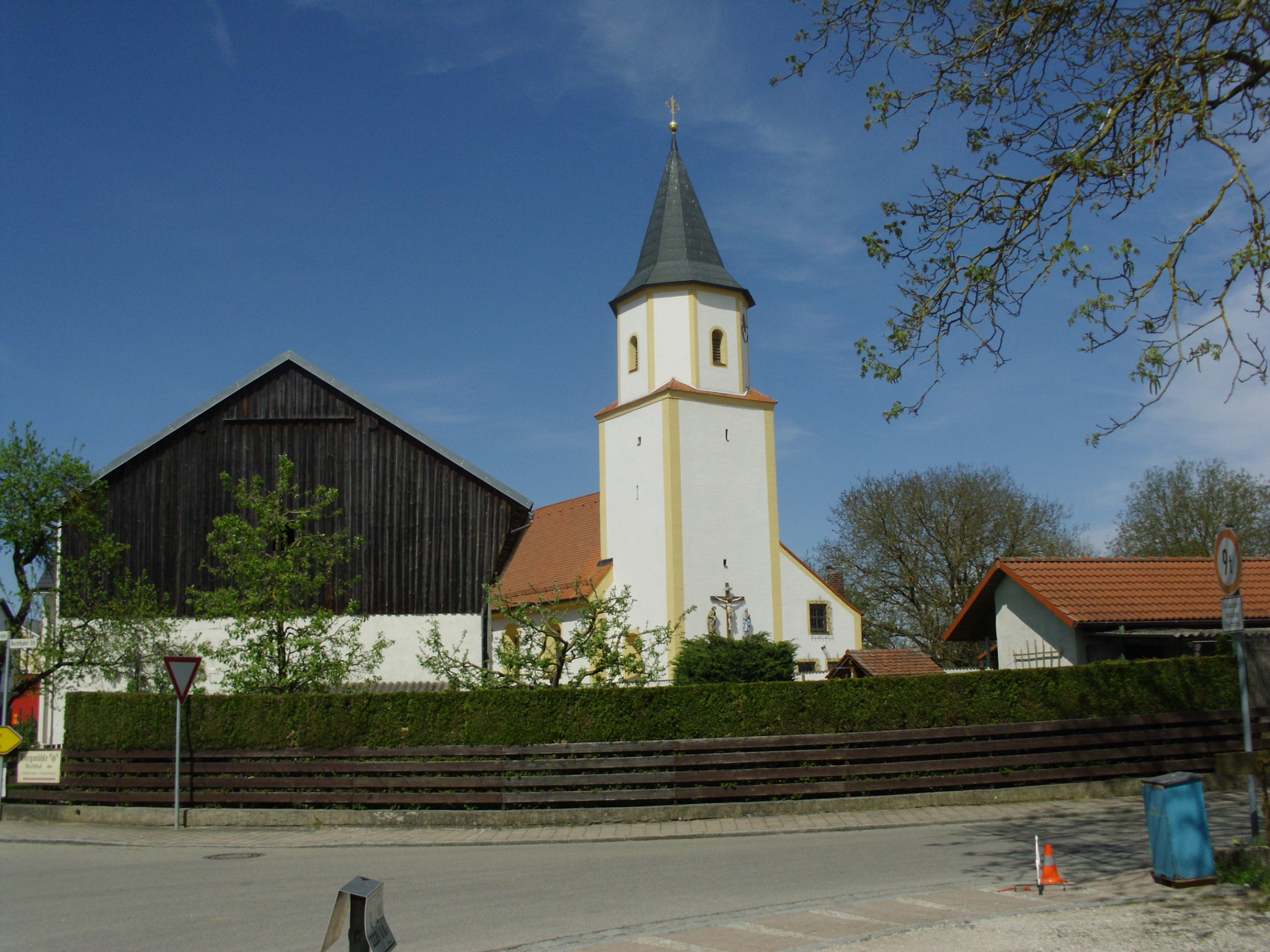
St. Pantaleon (Reuth am Wald)

Die römisch-katholische, denkmalgeschützte Pfarrkirche St. Pantaleon befindet sich in Reuth am Wald, einem Gemeindeteil der bayerischen Gemeinde Raitenbuch im mittelfränkischen Landkreis Weißenburg-Gunzenhausen. Das Bauwerk ist unter der Denkmalnummer D-5-77-163-25 als Baudenkmal in der Bayerischen Denkmalliste eingetragen. Die mittelalterlichen Vorgängerbauten der Kirche sind zusätzlich als Bodendenkmal (Nummer: D-5-6932-0228) eingetragen. Das Patrozinium der Kirche ist der hl. Pantaleon. Das Bauwerk mit der postalischen Adresse Ortsstraße 9 steht innerhalb des Reuther Ortskerns nördlich der Hauptstraße und innerhalb des Dorffriedhofs auf einer Höhe von 557 m ü. NHN. Die Kirche gehört zum Pfarrverband Raitenbuch-Pfraunfeld im Dekanat Weißenburg-Wemding des Bistums Eichstätt.

## Beschreibung

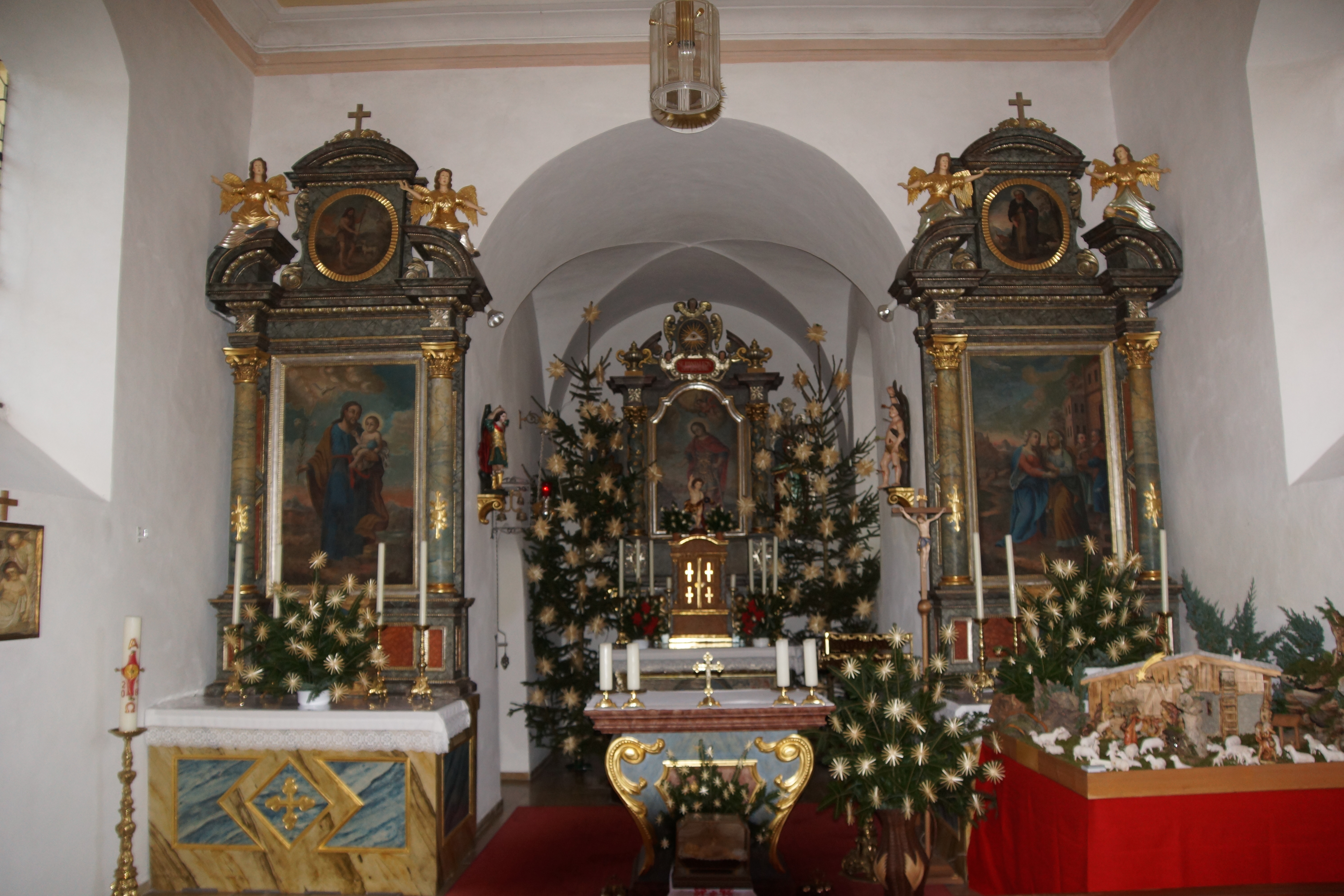
Der Hauptaltar zur Weihnachtszeit

Die unteren Geschosse des quadratischen Chorturms sind romanisch. Das obere achteckige Geschoss, das die Turmuhr und den Glockenstuhl beherbergt und der achtseitige Knickhelm entstanden im 17./18. Jahrhundert, ebenso das Langhaus mit seinen rundbogigen Fenstern. Der Innenraum des aus dem Mittelalter stammenden Chors, d. h. das Erdgeschoss des Chorturms, ist mit einem barocken Kreuzgewölbe überspannt, der des Langhauses mit einer Flachdecke, mit Akanthus als Stuck. 1947 wurde das Langhaus um drei Joche verlängert. Der Hochaltar wurde Mitte des 17. Jahrhunderts gebaut, die Seitenaltäre um 1700. Die Kirche und der Friedhof umgibt eine Kirchhofmauer aus dem 17./18. Jahrhundert.